# Ernest Mangnall
James Ernest Mangnall (Bolton, 4 januari 1866 – Lytham St Annes, 13 januari 1932) was een Engels voetbalcoach. Mangnall is tot op heden de enige persoon die beide rivalen uit Manchester (Manchester United en Manchester City) heeft getraind. 

## Erelijst
Manchester United FC
- Football League First Division
  - (2) 1907/08, 1910/11

- FA Community Shield
  - (2) 1908, 1911

- FA Cup
  - (1) 1909